# Питър Хигс

Питър Уеър Хигс (на английски: Peter Ware Higgs) е британски теоретичен физик и професор емеритус в Единбургския университет, носител на Нобелова награда за физика за 2013 г. „за теоретичното откритие на механизъм, допринасящ съществено за нашето разбиране за произхода на масата на субатомните частици, експериментално потвърден от откриването на предсказаната фундаментална частица от детекторите на елементарни частици ATLAS и CMS на Големия адронен колайдер на ЦЕРН“. Член на Кралското дружество и на Кралското дружество на Единбург.

## Биография
Роден е на 29 май 1929 г. в Нюкасъл ъпон Тайн, Великобритания. Завършва с отличие Кингс Колидж (Лондон) през 1950 г., а през 1954 получава докторска степен. Започва да работи като научен сътрудник в Единбургския университет (1954) и става професор емеритус през 1970. Пенсионира се през 1996, като става почетен професор на университета.

## Научна дейност
Питър Хигс е известен с хипотезата си от 1960-те за нарушение на симетрията в теорията на електрослабото взаимодействие, с която се обяснява произходът на масата на елементарните частици и по-специално на W и Z бозоните. Така нареченият „Механизъм на Хигс“, предложен и от други физици горе-долу по същото време, предсказва съществуването на нова елементарна частица, Хигс бозон, често наричана „най-търсената частица в съвременната физика“.
На 4 юли 2012 от CERN съобщават, че при експериментите ATLAS и CMS е наблюдавана експериментално частица с маса около 126 GeV (гигаелектронволта), т.е. с характеристиките на Хигс бозон, както са предсказани от Стандартния модел, но е необходима още работа, за да се докаже, че това е именно търсената частица. Механизмът на Хигс е общоприет като съществена част от Стандартния модел, защото обяснява масата на елементарните частици.
След откриването на Хигс бозона, колегата му физик Стивън Хокинг отбелязва, че Хигс заслужава Нобелова награда за физика за работата си. През 2013 г., той е удостоен с Нобеловата награда заедно с Франсоа Англер.

### „Божията“ частица
Хигс е атеист и е против наименованието „Божия частица“, давано на Хигс бозона, като счита, че то „би могло да обиди вярващите“. Счита се, че това прозвище на Хигс бозона е измислено от Леон Ледерман, автор на книгата „The God Particle: If the Universe Is the Answer, What Is the Question?“, която първоначално била озаглавена по различен начин, но заглавието е променено по настояване на издателя.

## Признание
Хигс е награждаван многократно за своята работа:
- Медал на Дирак (1997)
- Награда Волф (2004)
- Награда Сакурай (2010)
- Награда за принос към теоретичната физика на Института по физика и др.
- Нобелова награда за физика (2013)